# Savelborn
Savelborn (lb. Suewelbuer) – mała miejscowość (lieu-dit) we wschodnim Luksemburgu, część jej leży w kantonie Diekirch, w gminie Vallée de l’Ernz, natomiast pozostała jej część w kantonie Echternach, w gminie Waldbillig. Do 3 października 2015 miejscowość leżała w dystrykcie Diekirch, a do 31 grudnia 2011 należała do gminy Medernach.  